# 贺家坪镇
贺家坪镇，是中华人民共和国湖北省宜昌市长阳土家族自治县下辖的一个乡镇级行政单位。

## 行政区划
贺家坪镇下辖以下地区：
贺家坪村、紫台村、堡镇村、中岭村、渔泉溪村、青岗坪村、白沙驿村、龙王冲村和七里坪村。